# Rivalidad entre Deportivo Municipal y Universitario de Deportes
La rivalidad entre Deportivo Municipal y Universitario de Deportes es considerada como uno de los clásicos del fútbol peruano. Dicho partido es llamado el clásico moderno del fútbol peruano. Desde el primer encuentro disputado en 1937, los dos clubes se han enfrentado en 196 oportunidades en partidos oficiales, Universitario de Deportes ha conseguido 92 victorias, mientras que Deportivo Municipal ha logrado 58 triunfos. El primer clásico terminó con victoria por 6:0 a favor de Deportivo Municipal. La máxima goleada en estos enfrentamientos es de 7:1 favorable a Universitario de Deportes.

## Historia

### Primer clásico
El primer duelo de este clásico se produjo el 5 de septiembre de 1937, cuando por el Campeonato Peruano de Fútbol de 1937, Deportivo Municipal venció por 6:0 a Universitario de Deportes en el Estadio Nacional del Perú.
|    | Guardameta     | Guillermo Thomas |  |
|    | Defensa        | Rafael Breña     |  |
|    | Defensa        | Olmedo Quiñones  |  |
|    | Centrocampista | García           |  |
|    | Centrocampista | Alfredo Biffi    |  |
|    | Centrocampista | Elivio Vanini    |  |
|    | Delantero      | Vicente Arce     |  |
|    | Delantero      | Lizarbe          |  |
|    | Delantero      | Portocarero      |  |
|    | Delantero      | Víctor Bielich   |  |
|    | Delantero      | José Balbuena    |  |
| DT | DT             | Bandera de ?     |  |

|    | Guardameta     | Juan Criado      |  |
|    | Defensa        | Rodolfo Ortega   |  |
|    | Defensa        | Enrique Alfaro   |  |
|    | Centrocampista | Jorge Parró      |  |
|    | Centrocampista | Pablo Pasache    |  |
|    | Centrocampista | Gilberto Jiménez |  |
|    | Delantero      | Fermín Machado   |  |
|    | Delantero      | Máximo Lobatón   |  |
|    | Delantero      | Óscar Espinar    |  |
|    | Delantero      | Luis Guzmán      |  |
|    | Delantero      | Pedro Magán      |  |
| DT | DT             | Bandera de ?     |  |

|  | 14' | Lobatón |
|  | 51' | Guzmán  |
|  | 65' | Machado |
|  |     | Machado |
|  | 75' | Espinar |
|  | 86' | Espinar |

|    | Guardameta     | Guillermo Thomas |  |
|    | Defensa        | Rafael Breña     |  |
|    | Defensa        | Olmedo Quiñones  |  |
|    | Centrocampista | García           |  |
|    | Centrocampista | Alfredo Biffi    |  |
|    | Centrocampista | Elivio Vanini    |  |
|    | Delantero      | Vicente Arce     |  |
|    | Delantero      | Lizarbe          |  |
|    | Delantero      | Portocarero      |  |
|    | Delantero      | Víctor Bielich   |  |
|    | Delantero      | José Balbuena    |  |
| DT | DT             | Bandera de ?     |  |

|    | Guardameta     | Juan Criado      |  |
|    | Defensa        | Rodolfo Ortega   |  |
|    | Defensa        | Enrique Alfaro   |  |
|    | Centrocampista | Jorge Parró      |  |
|    | Centrocampista | Pablo Pasache    |  |
|    | Centrocampista | Gilberto Jiménez |  |
|    | Delantero      | Fermín Machado   |  |
|    | Delantero      | Máximo Lobatón   |  |
|    | Delantero      | Óscar Espinar    |  |
|    | Delantero      | Luis Guzmán      |  |
|    | Delantero      | Pedro Magán      |  |
| DT | DT             | Bandera de ?     |  |

|  | 14' | Lobatón |
|  | 51' | Guzmán  |
|  | 65' | Machado |
|  |     | Machado |
|  | 75' | Espinar |
|  | 86' | Espinar |

### Rivalidad
La rivalidad entre Deportivo Municipal y Universitario de Deportes se remonta a finales de los años 1930 e inicios de los años 1940, durante la era amateur del fútbol peruano, debido a que fue una época en la que ambos clubes tuvieron gran protagonismo y fueron los dos equipos que ganaron más títulos durante ese periodo.
Así, en 1938 campeonó Municipal, y al año siguiente campeonó Universitario, un año después Municipal volvió a ser campeón, en tanto que Universitario fue subcampeón, y al año siguiente fue al revés, Universitario fue campeón y Municipal subcampeón, en 1943 Municipal otra vez fue campeón, en 1945 Universitario fue campeón y Municipal subcampeón, y en la temporada siguiente Universitario fue bicampeón y Municipal nuevamente subcampeón, y un año después Municipal otra vez fue subcampeón. Es decir, en un periodo de diez años, entre 1938 y 1947, Universitario campeonó cuatro veces, mientras que Municipal campeonó tres veces.
Este hecho fomentó la rivalidad entre ambas aficiones, lo cual aumentó el interés hacia los partidos entre ambos equipos. Sin embargo, esta rivalidad se ha reducido entre las nuevas generaciones debido a la ausencia del cuadro edil en la Primera División en el nuevo milenio durante más de doce años, aunque se mantiene para las generaciones de antaño. El ascenso de Municipal a primera división en 2014 permitió que el clásico moderno se valorizara nuevamente.

## Partidos disputados

### Primera División del Perú
| Temporada | Local         | Resultado | Visitante     |
| --------- | ------------- | --------- | ------------- |
| 1937      | Universitario | 0:6       | Municipal     |
| 1938      | Universitario | 0:1       | Municipal     |
| 1939      | Municipal     | 2:0       | Universitario |
| 1939      | Universitario | 2:1       | Municipal     |
| 1940      | Universitario | 0:1       | Municipal     |
| 1940      | Municipal     | 2:1       | Universitario |
| 1941      | Municipal     | 0:0       | Universitario |
| 1941      | Universitario | 3:2       | Municipal     |
| 1942      | Universitario | 2:1       | Municipal     |
| 1943      | Municipal     | 5:3       | Universitario |
| 1943      | Universitario | 1:5       | Municipal     |
| 1944      | Universitario | 3:2       | Municipal     |
| 1944      | Municipal     | 5:3       | Universitario |
| 1945      | Municipal     | 0:5       | Universitario |
| 1945      | Universitario | 1:2       | Municipal     |
| 1946      | Municipal     | 4:2       | Universitario |
| 1946      | Universitario | 2:3       | Municipal     |
| 1946      | Municipal     | 1:1       | Universitario |
| 1947      | Municipal     | 3:1       | Universitario |
| 1947      | Universitario | 3:5       | Municipal     |
| 1947      | Municipal     | 2:2       | Universitario |
| 1948      | Universitario | 2:2       | Municipal     |
| 1948      | Municipal     | 1:3       | Universitario |
| 1948      | Universitario | 3:4       | Municipal     |
| 1949      | Universitario | 3:0       | Municipal     |
| 1949      | Municipal     | 1:3       | Universitario |
| 1949      | Universitario | 1:3       | Municipal     |
| 1950      | Universitario | 2:0       | Municipal     |
| 1950      | Municipal     | 0:3       | Universitario |
| 1951      | Municipal     | 5:1       | Universitario |
| 1951      | Universitario | 2:4       | Municipal     |
| 1952      | Universitario | 2:0       | Municipal     |
| 1952      | Municipal     | 2:2       | Universitario |
| 1953      | Universitario | 3:1       | Municipal     |
| 1953      | Municipal     | 4:4       | Universitario |
| 1954      | Municipal     | 0:2       | Universitario |
| 1954      | Universitario | 2:0       | Municipal     |
| 1955      | Municipal     | 0:1       | Universitario |
| 1955      | Universitario | 0:2       | Municipal     |
| 1956      | Municipal     | 3:1       | Universitario |
| 1956      | Universitario | 2:3       | Municipal     |
| 1957      | Universitario | 2:0       | Municipal     |
| 1957      | Municipal     | 3:3       | Universitario |
| 1958      | Municipal     | 0:1       | Universitario |
| 1958      | Universitario | 0:1       | Municipal     |
| 1958      | Municipal     | 0:5       | Universitario |
| 1959      | Universitario | 4:1       | Municipal     |
| 1959      | Municipal     | 2:0       | Universitario |
| 1959      | Universitario | 3:3       | Municipal     |
| 1960      | Universitario | 4:0       | Municipal     |
| 1960      | Municipal     | 2:3       | Universitario |
| 1961      | Municipal     | 3:1       | Universitario |
| 1961      | Universitario | 4:5       | Municipal     |
| 1962      | Universitario | 1:1       | Municipal     |
| 1962      | Municipal     | 3:3       | Universitario |
| 1963      | Universitario | 2:1       | Municipal     |
| 1963      | Municipal     | 0:2       | Universitario |
| 1964      | Municipal     | 4:1       | Universitario |
| 1964      | Universitario | 1:2       | Municipal     |
| 1964      | Municipal     | 0:0       | Universitario |
| 1965      | Municipal     | 1:0       | Universitario |
| 1965      | Universitario | 1:0       | Municipal     |
| 1965      | Municipal     | 2:3       | Universitario |
| 1966      | Municipal     | 1:3       | Universitario |
| 1966      | Universitario | 7:3       | Municipal     |
| 1967      | Municipal     | 0:5       | Universitario |
| 1967      | Universitario | 3:0       | Municipal     |
| 1969      | Municipal     | 2:5       | Universitario |
| 1969      | Universitario | 2:2       | Municipal     |
| 1969      | Universitario | 2:1       | Municipal     |
| 1970      | Municipal     | 0:0       | Universitario |
| 1970      | Universitario | 3:1       | Municipal     |
| 1970      | Municipal     | 1:4       | Universitario |
| 1971      | Universitario | 2:0       | Municipal     |
| 1971      | Municipal     | 1:1       | Universitario |
| 1972      | Universitario | 1:2       | Municipal     |
| 1972      | Municipal     | 1:1       | Universitario |
| 1972      | Municipal     | 0:2       | Universitario |
| 1972      | Universitario | 2:3       | Municipal     |
| 1972      | Municipal     | 2:2       | Universitario |
| 1973      | Municipal     | 2:0       | Universitario |
| 1973      | Universitario | 1:1       | Municipal     |
| 1973      | Municipal     | 1:2       | Universitario |
| 1974      | Universitario | 5:1       | Municipal     |
| 1974      | Municipal     | 3:2       | Universitario |
| 1975      | Universitario | 1:1       | Municipal     |
| 1975      | Municipal     | 1:1       | Universitario |
| 1976      | Municipal     | 0:1       | Universitario |
| 1976      | Universitario | 4:2       | Municipal     |
| 1977      | Universitario | 0:2       | Municipal     |
| 1977      | Municipal     | 2:3       | Universitario |
| 1977      | Municipal     | 1:1       | Universitario |
| 1977      | Universitario | 1:0       | Municipal     |
| 1978      | Universitario | 4:1       | Municipal     |
| 1978      | Municipal     | 1:0       | Universitario |
| 1979      | Universitario | 0:1       | Municipal     |
| 1979      | Municipal     | 1:2       | Universitario |
| 1980      | Municipal     | 1:1       | Universitario |

| Temporada | Local         | Resultado | Visitante     |
| --------- | ------------- | --------- | ------------- |
| 1980      | Universitario | 1:1       | Municipal     |
| 1981      | Universitario | 1:1       | Municipal     |
| 1981      | Municipal     | 0:1       | Universitario |
| 1981      | Universitario | 0:0       | Municipal     |
| 1981      | Municipal     | 1:1       | Universitario |
| 1981      | Universitario | 0:1       | Municipal     |
| 1981      | Municipal     | 0:0       | Universitario |
| 1981      | Universitario | 2:2       | Municipal     |
| 1981      | Universitario | 1:2       | Municipal     |
| 1981      | Municipal     | 0:1       | Universitario |
| 1981      | Universitario | 2:3       | Municipal     |
| 1982      | Universitario | 1:2       | Municipal     |
| 1982      | Municipal     | 0:2       | Universitario |
| 1982      | Universitario | 2:2       | Municipal     |
| 1982      | Municipal     | 1:1       | Universitario |
| 1982      | Universitario | 2:1       | Municipal     |
| 1983      | Universitario | 0:0       | Municipal     |
| 1983      | Municipal     | 0:2       | Universitario |
| 1983      | Municipal     | 1:1       | Universitario |
| 1984      | Universitario | 1:1       | Municipal     |
| 1984      | Municipal     | 0:3       | Universitario |
| 1985      | Municipal     | 1:0       | Universitario |
| 1985      | Universitario | 0:3       | Municipal     |
| 1985      | Universitario | 1:2       | Municipal     |
| 1985      | Municipal     | 3:2       | Universitario |
| 1985      | Universitario | 3:0       | Municipal     |
| 1986      | Universitario | 1:2       | Municipal     |
| 1986      | Municipal     | 0:1       | Universitario |
| 1987      | Universitario | 1:0       | Municipal     |
| 1987      | Municipal     | 1:0       | Universitario |
| 1987      | Municipal     | 0:2       | Universitario |
| 1987      | Universitario | 1:1       | Municipal     |
| 1988      | Universitario | 0:0       | Municipal     |
| 1988      | Municipal     | 1:1       | Universitario |
| 1989      | Municipal     | 0:2       | Universitario |
| 1989      | Universitario | 2:1       | Municipal     |
| 1989      | Municipal     | 1:0       | Universitario |
| 1989      | Universitario | 1:0       | Municipal     |
| 1989      | Universitario | 5:3       | Municipal     |
| 1990      | Universitario | 1:0       | Municipal     |
| 1990      | Municipal     | 1:0       | Universitario |
| 1990      | Universitario | 2:2       | Municipal     |
| 1991      | Universitario | 2:1       | Municipal     |
| 1991      | Municipal     | 0:3       | Universitario |
| 1991      | Universitario | 1:0       | Municipal     |
| 1992      | Municipal     | 0:3       | Universitario |
| 1992      | Universitario | 3:1       | Municipal     |
| 1993      | Universitario | 2:1       | Municipal     |
| 1993      | Municipal     | 0:0       | Universitario |
| 1993      | Municipal     | 0:0       | Universitario |
| 1993      | Universitario | 0:1       | Municipal     |
| 1994      | Universitario | 1:2       | Municipal     |
| 1994      | Universitario | 1:0       | Municipal     |
| 1994      | Municipal     | 0:1       | Universitario |
| 1995      | Municipal     | 0:2       | Universitario |
| 1995      | Universitario | 5:1       | Municipal     |
| 1995      | Universitario | 1:1       | Municipal     |
| 1995      | Municipal     | 2:2       | Universitario |
| 1996      | Universitario | 2:1       | Municipal     |
| 1996      | Municipal     | 0:0       | Universitario |
| 1997      | Municipal     | 1:2       | Universitario |
| 1997      | Universitario | 1:1       | Municipal     |
| 1998      | Universitario | 2:2       | Municipal     |
| 1998      | Municipal     | 2:2       | Universitario |
| 1998      | Universitario | 3:1       | Municipal     |
| 1998      | Municipal     | 1:1       | Universitario |
| 1999      | Municipal     | 2:3       | Universitario |
| 1999      | Universitario | 1:0       | Municipal     |
| 1999      | Municipal     | 0:1       | Universitario |
| 1999      | Universitario | 1:0       | Municipal     |
| 2000      | Municipal     | 1:5       | Universitario |
| 2000      | Universitario | 2:1       | Municipal     |
| 2000      | Municipal     | 1:2       | Universitario |
| 2000      | Universitario | 3:1       | Municipal     |
| 2007      | Municipal     | 2:1       | Universitario |
| 2007      | Universitario | 0:2       | Municipal     |
| 2007      | Municipal     | 3:2       | Universitario |
| 2007      | Universitario | 2:1       | Municipal     |
| 2015      | Universitario | 0:1       | Municipal     |
| 2015      | Municipal     | 0:1       | Universitario |
| 2016      | Municipal     | 1:4       | Universitario |
| 2016      | Universitario | 2:0       | Municipal     |
| 2016      | Universitario | 3:2       | Municipal     |
| 2017      | Universitario | 1:0       | Municipal     |
| 2017      | Municipal     | 1:2       | Universitario |
| 2017      | Universitario | 1:1       | Municipal     |
| 2017      | Municipal     | 3:5       | Universitario |
| 2018      | Municipal     | 0:2       | Universitario |
| 2018      | Universitario | 1:2       | Municipal     |
| 2019      | Universitario | 2:4       | Municipal     |
| 2019      | Municipal     | 3:0       | Universitario |
| 2020      | Municipal     | 0:5       | Universitario |
| 2021      | Universitario | 0:2       | Municipal     |
| 2022      | Municipal     | 2:1       | Universitario |
| 2022      | Universitario | 0:1       | Municipal     |
| 2023      | Municipal     | 1:2       | Universitario |
| 2023      | Universitario | 1:0       | Municipal     |
| -         | -             | -         | -             |

### Liguilla Pre-Libertadores
| Temporada | Local         | Resultado | Visitante |
| --------- | ------------- | --------- | --------- |
| 1997      | Universitario | 7:1       | Municipal |

## Partidos definitorios
| Final-Torneo Regional; 10 de junio de 1981 | Universitario | 0:1     | Deportivo Municipal |  |  |
|                                            |               | Reporte | Manzo               |  |  |

| Play-off Copa Libertadores; 10 de febrero de 1982 | Universitario | 2:3     | Deportivo Municipal |  |  |
|                                                   |               | Reporte |                     |  |  |

| Semifinal Torneo Intermedio; 18 de julio de 1993 | Deportivo Municipal | 0:0     | Universitario |  |  |
|                                                  |                     | Reporte |               |  |  |

| Semifinal Torneo Intermedio; 26 de julio de 1993 | Universitario | 0:1     | Deportivo Municipal |  |  |
|                                                  |               | Reporte | Loyola              |  |  |

## Estadísticas generales
Partidos disputados:
- 196 encuentros. (195 en la Primera División del Perú y 1 en la Liguilla Pre-Libertadores).[11]

Victorias por equipo:
- Deportivo Municipal: 58 victorias.[11]
- Universitario de Deportes: 92 victorias.[11]

Goles anotados por equipo:
- Deportivo Municipal: 263 goles.[11]
- Universitario de Deportes: 349 goles.[11]

Máxima goleada por equipo:
- Universitario de Deportes 0:6 Deportivo Municipal (1937).[11]
- Universitario de Deportes 7:1 Deportivo Municipal (1997).[11]